# آيت وانكا الشمالية (تمزوزت)
آيت وانكا الشمالية هي إحدى مشيخات المملكة المغربية، تتبع جغرافيا لإقليم الحوز وإداريًا لتمزوزت. يقدر عدد سكانها بـ 7061 نسمة حسب الإحصاء الرسمي للسكان والسكنى لسنة 2004.